# Acer beTouch E130
Acer beTouch E130 là một điện thoại thông minh được sản xuất bởi Acer Inc sử dụng hệ điều hành Android 1.6 (Donut) và hệ điều hành lúc ra mắt làAndroid 2.1 trong các phiên sau đó và được thiết kế cho việc sử dụng chuyên nghiệp. Nó có bàn phím QWERTY. Nó được công bố vào tháng 6 năm 2010 và có sẵn để bán từ tháng 8 năm 2010

## Phần mềm
BeTouch E130 chạy hệ điều hành Android 1.6 (Donut). Một số ứng dụng được cài đặt trên thiết bị này là:
- Gmail
- Google Talk
- Bản đồ Google
- Chế độ xem phố của Google
- Trình phát YouTube

Thiết bị được trang bị ứng dụng Acer Spinlet để nghe nhạc phát trực tuyến và cài đặt sẵn Facebook và Twidroid.

## Phần cứng
- Màn hình: LCD 2.6 màn hình cảm ứng QVGA
- CPU: ST-Ericsson PNX6715, 416 MHz
- Bàn phím: QWERTY
- HĐH: Android 1.6 (Donut) hoặc Android 2.1
- Camera: 3,2 megapixel
- Kết nối: Wi-Fi (802.11b / g), Bluetooth 2.0 + EDR, GPS tích hợp A-GPS, hỗ trợ AGPS, máy thu FM, giắc âm thanh stereo 3,5 mm [1]
- Màu sắc: đen, trắng, một phiên bản màu tím hiếm được ra mắt vào tháng 10 năm 2010
- Kích thước = 115 x 62,5 x 11,5   mm
- Trọng lượng = 109 g

## Tiếp nhận
Đánh giá từ báo và blog nhấn mạnh sự tương đồng của nó với BlackBerry.